# جوایز آکادمی تلویزیون هند
جوایز آکادمی تلویزیون هند (انگلیسی: Indian Television Academy Awards) که هم چنین تحت عنوان جوایز آی تی ای (ITA) معروف می‌باشد، مراسم جایزه سالانه ای است که توسط آکادمی تلویزیون هند برای افتخار سرآمدی در تلویزیون زبان-هندی برگزار می‌شود.

## مراسم‌ها
| سال  | مراسم                                 | شبکه                                              | مجری                                                      | مرجع   |
| ---- | ------------------------------------- | ------------------------------------------------- | --------------------------------------------------------- | ------ |
| ۲۰۰۱ | اولین دوره جوایز آی تی ای (ITA)       | استار پلاس                                        | کبیر بدی                                                  | [ ۲ ]  |
| ۲۰۰۲ | دومین دوره جوایز آی تی ای (ITA)       |                                                   |                                                           | [ ۳ ]  |
| ۲۰۰۳ | سومین دوره جوایز آی تی ای (ITA)       |                                                   |                                                           | [ ۴ ]  |
| ۲۰۰۴ | چهارمین دوره جوایز آی تی ای (ITA)     |                                                   |                                                           | [ ۵ ]  |
| ۲۰۰۵ | پنجمین دوره جوایز آی تی ای (ITA)      |                                                   | سمریتی ایرانی رونیت روی                                   | [ ۶ ]  |
| ۲۰۰۶ | ششمین دوره جوایز آی تی ای (ITA)       |                                                   |                                                           | [ ۷ ]  |
| ۲۰۰۷ | هفتمین دوره جوایز آی تی ای (ITA)      | استار پلاس                                        |                                                           | [ ۸ ]  |
| ۲۰۰۸ | هشتمین دوره جوایز آی تی ای (ITA)      |                                                   |                                                           |        |
| ۲۰۰۹ | نهمین دوره جوایز آی تی ای (ITA)       |                                                   |                                                           |        |
| ۲۰۱۰ | دهمین دوره جوایز آی تی ای (ITA)       |                                                   |                                                           |        |
| ۲۰۱۱ | یازدهمین دوره جوایز آی تی ای (ITA)    |                                                   | گوتام رود کاریشما تانا                                    |        |
| ۲۰۱۲ | دوازدهمین دوره جوایز آی تی ای (ITA)   | استار پلاس                                        | کاران گروور                                               | [ ۹ ]  |
| ۲۰۱۳ | سیزدهمین دوره جوایز آی تی ای (ITA)    |                                                   | کاپیل شارما راگینی خانا کاران گروور                       | [ ۱۰ ] |
| ۲۰۱۴ | چهاردهمین دوره جوایز آی تی ای (ITA)   | کالرز تی وی                                       | ریتویک دانجانی ناکول میهتا شانتانو ماهشواری وروشیکا میهتا | [ ۱۱ ] |
| ۲۰۱۵ | پانزدهمین دوره جوایز آی تی ای (ITA)   |                                                   | مانیش پال بهارتی سینگ                                     | [ ۱۲ ] |
| ۲۰۱۶ | شانزدهمین دوره جوایز آی تی ای (ITA)   | کالرز تی وی                                       | مانیش پال سوگاندا میشرا کاریشما تانا                      | [ ۱۳ ] |
| ۲۰۱۷ | هفدهمین دوره جوایز آی تی ای (ITA)     | کالرز تی وی                                       | مانیش پال علی اصغر                                        | [ ۱۴ ] |
| ۲۰۱۸ | هجدهمین دوره جوایز آی تی ای (ITA)     | استار پلاس                                        | مانیش پال                                                 | [ ۱۵ ] |
| ۲۰۱۹ | نوزدهمین دوره جوایز آی تی ای (ITA)    |                                                   | آدیتا نارایان                                             |        |
| ۲۰۲۰ | بیستمین دوره جوایز آی تی ای (ITA)     | به علت دنیاگیری کووید-۱۹ در سال ۲۰۲۱ برگزار گردید | به علت دنیاگیری کووید-۱۹ در سال ۲۰۲۱ برگزار گردید         |        |
| ۲۰۲۱ | بیستمین دوره جوایز آی تی ای (ITA)     | سونی تی وی                                        | مانیش پال                                                 |        |
| ۲۰۲۲ | بیست ویکمین دوره جوایز آی تی ای (ITA) | استار پلاس                                        | ریتویک دانجانی                                            | [ ۱۶ ] |
| ۲۰۲۲ | بست و دومین دوره جوایز آی تی ای (ITA) | استار پلاس                                        | مانیش پال                                                 |        |